# Andrea di Leone
Pour les articles homonymes, voir Leone.
Andrea di Leone  ou Andrea di Lione (Naples, 1610 - Naples, 1685) est un peintre italien baroque de l'école napolitaine.

## Biographie
Andrea di Leone fut un élève de Belisario Corenzio et de Salvator Rosa.
Quand Corenzio quitta Naples, Leone prit sa succession afin d'achever les décorations du palais du Vice-roi. Il peignit de nomnbreux tableaux de batailles navales en imitant par la suite Aniello Falcone dans ce genre de travail.
Quelques tableaux de sa main sont visibles à la cathédrale et à San Paolo Maggiore à Milan.

## Œuvres
- Vénus et Adonis,
- Moïse sauvé des eaux, musée des beaux-arts de Boston,
- Bataille contre les Turcs, musée du Louvre,
- Le Combat des Hébreux et des Amalécites, musée Capodimonte de Naples,
- Tobie enterrant les morts.

### Anciennes attributions
Certains tableaux lui furent attribués avant de reconnaître Laurent de La Hyre comme leur auteur (conservés au musée du Louvre) :
- La Rencontre d'Abraham et  Melchisédech ;
- Elie nourri par l'Ange.